# Time Travel Vienna
Time Travel Vienna ist eine Erlebniswelt zur Geschichte Wiens in den historischen Gewölben beim Michaelerplatz im ersten Wiener Gemeindebezirk. Auf einer Gesamtfläche von 1300 m² erleben Besucher im Rahmen einer einstündigen Tour, begleitet von Tourguides, acht verschiedene showartige Szenen aus 2000 Jahren Wiener Geschichte, darunter ein 5D-Kino, ein Luftschutzbunker aus der Kriegszeit und ein Virtual Reality Ride „Music in Vienna“. Im Jahr 2018 verzeichnete Time Travel 247.114 Besucher und rangierte auf Rang 17 der Wiener Sehenswürdigkeiten.

## Geschichte
Time Travel wurde am 1. Juni 2012 von Paul Rankine gegründet.
Das Konzept von Time Travel Vienna wurde in enger Zusammenarbeit mit den Historikern Manfried Rauchensteiner und Katrin Unterreiner entwickelt. Für die multimedialen Shows und technischen Effekte wurden zahlreiche Firmen aus Europa und den USA engagiert, die bereits Projekte der Walt Disney Corporation oder der Merlin Gruppe verwirklicht haben. Im Zusammenwirken von historischen Inhalten und Entertainment-Technologie wird bei Time Travel Vienna Geschichte lebendig.

## Ausstellung
Die Tour wird in deutscher Sprache geführt. Es gibt Audioguides in zehn verschiedenen Sprachen (Englisch, Spanisch, Französisch, Italienisch, Tschechisch, Russisch, Polnisch, Ungarisch, Chinesisch, Japanisch). Über Kopfhörer können Besucher jede Show simultan übersetzt in ihrer Landessprache hören. 
Stationen:
- Time Ride 5D-Kino
- Türkenbelagerung & Wiener Kaffeehaus
- Habsburger Show
- Die Pestgrube
- Mozart & Strauss
- Virtual Reality (VR) Ride „Music in Vienna“
- Luftschutzbunker
- Besetztes Wien (1945–1955)
- Magische Fiakerfahrt